# Stubby, un heroi molt especial
Stubby, un heroi molt especial (títol original en anglès, Sgt. Stubby: An American Hero) és una pel·lícula d'aventures animada per ordinador del 2018 centrada en el sergent Stubby de la vida real, un boston terrier perdut. Dirigida i coescrita per Richard Lanni, compta amb les veus originals de Logan Lerman, Helena Bonham Carter i Gérard Depardieu. La pel·lícula es va estrenar a Amèrica del Nord el 13 d'abril de 2018 a càrrec de Fun Academy Motion Pictures. Va rebre crítiques generalment positives, que la van elogiar per la seva "sensibilitat i encant", però va ser un fracàs de taquilla, amb una recaptació de menys de 5 milions de dòlars contra el seu pressupost de 25 milions de dòlars. S'ha doblat i subtitulat al català.